# حشره‌خوار ترز
 حشره‌خوار ترز (نام علمی: Crocidura theresae) نام یک گونه از سرده حشره‌خوارهای دندان‌سفید است.